# Ахіллей (узурпатор)
Аврелій Ахіллей (лат. Aurelius Achilleus; помер 298) — узурпатор, що в 297—298 роках за правління римських імператорів Діоклетіана і Максиміана постав у Єгипті, проголосивши себе новим імператором.
Достеменно невідомо, хто саме керував повстанням: Ахіллей чи Луцій Доміцій Доміціан. Згідно з  папірологічними документами, лідером був Доміціан, але літературні джерела приписують це повстання Ахілею. Ймовірно, Ахіллей обіймав посаду коректора при Доміціані і, схоже, зміг стати лідером після смерті останнього в грудні 297 року.
Після восьмимісячної облоги міста Александрії Ахіллей був схоплений Діоклетіаном та страчений у 298 році.